# Natitingou
Natitingou, (rövidebben Nati), egy város és község Benin északnyugati részén. Atakora megye fővárosa. A község területe 3045 km², lakossága 2013-ban 104 010 fő volt. 

## Történelem
A várost a Waama etnikai csoportok alapították, de Ditammari, Dendi, Nateni, Fulbe, Fon és sok más etnikai csoport lakja. A népi etimológia szerint a város a Nantibatingou szóból kapta a nevét, a waama " nanto " szóból, ami azt jelenti, hogy összetörni, mivel a helyiek a környéken őshonos cirok, majd később köles neves termesztői voltak.
Natitingou egyenlően oszlik meg a keresztények és a muszlimok között, és Benin többi részéhez hasonlóan etnikai és vallási toleranciájáról nevezetes.
A régiót keleten és nyugaton körülvevő hegyek fontosak a helyi animisták számára, akik azt hiszik, hogy szellemek lakják őket. Egyesek egyetértenek azzal a gondolattal, hogy este ezek olyan hangokat bocsátanak ki, mint a kövek, amelyeket a nők a gabonaszemek összezúzására használnak.A ragaszkodók este nem törik össze a gabonaféléket, hogy ne keverjék össze a két hangot.
A 19. században és a 20. század elején európai misszionáriusok látogattak Natitingou-ba.
Natitingou városa Atakora megyéhez tartozik Benin északnyugati részén. Félvölgyben fekszik, amelyet az őt körülvevő két hegygerinc alkot. Natitingou a 645km-re található Cotonou gazdasági fővárosától és 100 km-re Porgától a Pendjari Nemzeti Park bejáratánál. A községet északon Toucountouna, délen és keleten Kouandé, nyugaton pedig Boukombé község határolja. 
Natitingou éghajlata szárazabb, mint délen, különösen a Harmattan-szezonban decemberben/januárban, amikor a páratartalom akár 10% is lehet, az éjszakai hőmérséklet pedig akár 17 Celsius-fok is lehet.

## Adminisztratív kerületek
Natitingou kilenc kerületre oszlik; ezek közül négy városi: Natitingou I, Natitingou II, Natitingou III és Natitingou IV (Péporiyakou), és közülük öt vidéki: Kotapounga, Kouaba, Koundata, Perma és Tchoumi-Tchoumi. 39 faluból és 26 városrészből áll.

## Demográfiai adatok
A község lakossága a 2002-es népszámlálás szerint 75 620 fő (1992-ben 57 153), 37 388 férfi és 38 223 nő. Népsűrűsége 56 lakos/km². A lakosság túlnyomórésze fiatal. 
Etnikai csoportok sokasága él itt, és különféle nyelveken beszél. A fő etnikai csoportok a Ditammari, Waama és Dendi. A hagyományos animizmuson kívül a kereszténység és az iszlám a fő vallások, és számos templom és mecset található a területen. Sok helyi keresztény és muszlim azonban gyakran egyszerre hisz az animista gyakorlatokban, és csatlakozik a hagyományos natitingoui eseményekhez.

## Gazdaság
Natitingou városi körzeteiben élők többnyire köztisztviselők, kézművesek és kereskedők. Natitingou fontos adminisztratív funkciót tölt be, és rendelkezik Atakora megye legfontosabb közigazgatási szerveivel és szolgálataival. 
A mezőgazdaság a vidéki gazdaság gerince, és a gazdálkodók kereskedelmi termékként termelnek cirokot, kukoricát, jamgyököt és újabban gyapotot. A Tchoucoutou néven ismert helyi ital gyártása és forgalmazása szintén nagyon fontos, és háziasszonyok állítják elő, és ez a fő bevételi forrásuk. Az italt olyan éjszakai kluboknak adják el, ahol sok fogyasztó van. A tchoucoutou gabonacirokból készül, és a maláta sör egyik formája.

## Idegenforgalom
Natitingou körülbelül 50  km-re található a benini Pendjari Nemzeti Parktól, ahol a turisták decembertől júniusig láthatják a nyugat-afrikai vadvilágot. A Kota és Tanougou vízesések, a Betammaribe Tata Somba néven ismert nagy iszapvárai szintén egy-két órán belül elérhetők a várostól autóval. A városon belül található a Natitingou Regionális Múzeum, valamint két piactér.

## Híres emberek
A Villanova Egyetem férfi kosárlabdázója, Mouphtaou Yarou Natitingouban született. 2009-ben a 9. helyezést érte el a középiskolás kosárlabda esélyesei között Amerikában. 
Charles Thiebaut, az afrikai zene és kultúra népszerűsítője Franciaországban is Natitingou-ban született. Árvaházban nőtt fel, 4 éves korában a francia Thiebaut család fogadta örökbe. 